# Enskedefältet
Enskedefältet – dzielnica (stadsdel) Sztokholmu, położona w jego południowej części (Söderort) i wchodząca w skład stadsdelsområde Enskede-Årsta-Vantör. Graniczy z dzielnicami Enskede Gård, Gamla Enskede, Stureby, Östberga, i Årsta.
Według danych opublikowanych przez gminę Sztokholm, 31 grudnia 2020 r. Enskedefältet liczyło 1594 mieszkańców. Powierzchnia dzielnicy wynosi 1,05 km².
Na obszarze dzielnicy położona jest stacja zielonej linii (T19) sztokholmskiego metra, Sockenplan.